# 乌灰鸫
乌灰鸫（学名：Turdus cardis）为鶲科鸫属的鸟类，也被称为日本灰鸫。分布于日本、前苏联、朝鲜、越南、老挝以及中国大陆的河南、湖北、安徽、贵州、湖南、四川、江苏、浙江、福建、云南、广西、广东、海南等地，多栖息于海拔500-800米的灌丛和森林中。该物种的模式产地在日本。该物种曾经被分成两个亚种，在中国繁殖的鸟被认为是 T. c. lateus亚种，但是这种差别被认为是自然变异，所以又被认为是单型种。
乌灰鸫是候鸟。它在中国中部地区和日本繁殖，四月或者五月到达日本；十月份左右离开它的繁殖地在中国南部沿海地区（包括海南,偶尔在台湾过境）和老挝和越南北部越冬。它也曾是泰国的迷鸟。该物种经常在森林和林地被发现，可以是在其繁殖地的落叶林、温带阔叶混交林和针叶林，也可以是次生林，甚至是花园和公园。
乌灰鸫是一种中等大小的鸫，典型身长为21cm。雌雄两性羽毛颜色不同（两性异形）。雄鸟的成鸟黑色的上胸和白色的下体有着明显的分界，很好辨识。首次越冬的雄鸟的上体和喉部和灰背鸫的深蓝灰色相近。雌鸟和灰背鸫的雌鸟相近，但是体形要小一些，虽然像灰背鸫雌鸟一样在两胁部有橙色，但是范围较小，反而具有比灰背鸫更多的斑点，由“少橙多斑”的特点可以方便地与灰背鸫雌鸟区别。
乌灰鸫在地面取食，在落叶层中搜寻昆虫和蚯蚓等。它也会取食水果。乌灰鸫会巢中产2-5枚卵，鸟巢是用小树枝和苔藓筑成，用泥土固定，用毛发和小树根连接。卵需要孵化12-13天，育雏期是14天。乌灰鸫一个繁殖季产两次卵，雌鸟会在第一窝雏鸟出窝后不久产新的一窝。